# Aiken (South Carolina)
Aiken is een plaats (city) in de Amerikaanse staat South Carolina, en valt bestuurlijk gezien onder Aiken County.

## Demografie
Bij de volkstelling in 2000 werd het aantal inwoners vastgesteld op 25.337.
In 2006 is het aantal inwoners door het United States Census Bureau geschat op 28.829, een stijging van 3492 (13,8%).

## Geografie
Volgens het United States Census Bureau beslaat de plaats een oppervlakte van
41,9 km², geheel bestaande uit land. Aiken ligt op ongeveer 144 m boven zeeniveau.

## Plaatsen in de nabije omgeving
De onderstaande figuur toont nabijgelegen plaatsen in een straal van 24 km rond Aiken.

## Geboren
- Paul Wight (1972) , worstelaar bij WWE onder de ringnaam Big Show